# Bursztyn bałtycki

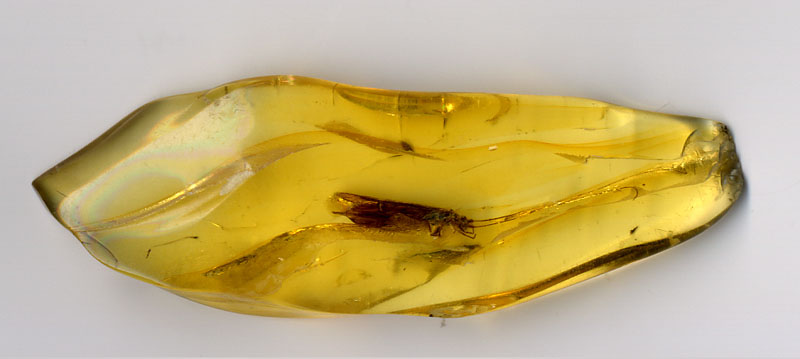
Bursztyn z zatopionym owadem

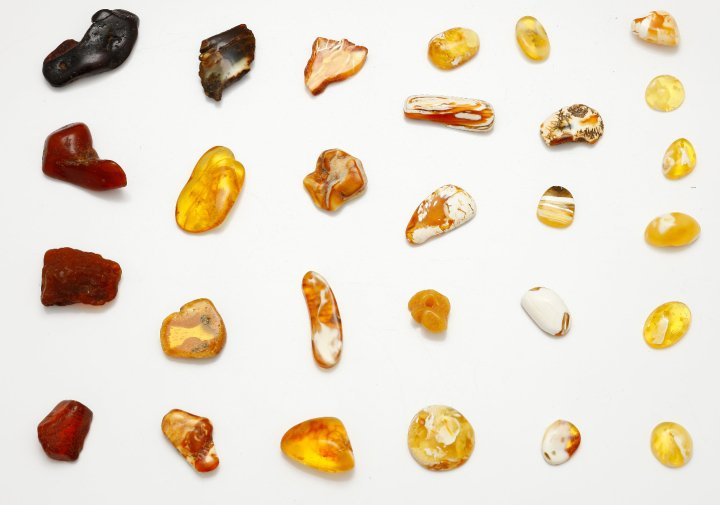
Różne kolory naturalnego bursztynu

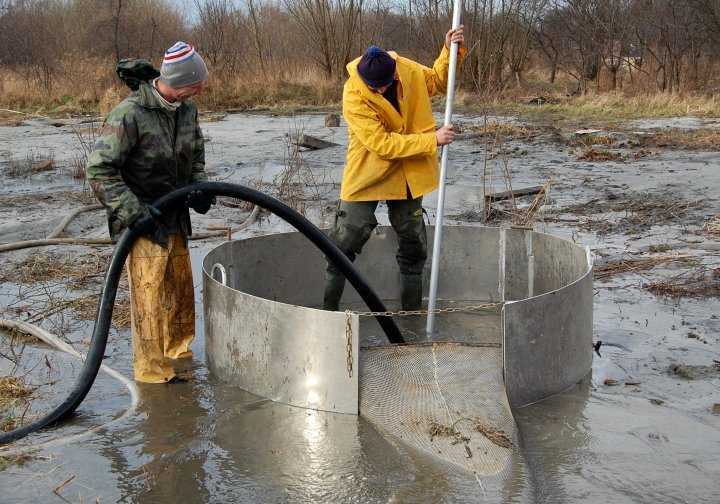
Wydobywanie bursztynu metodą hydrauliczną, okolice Gdańska

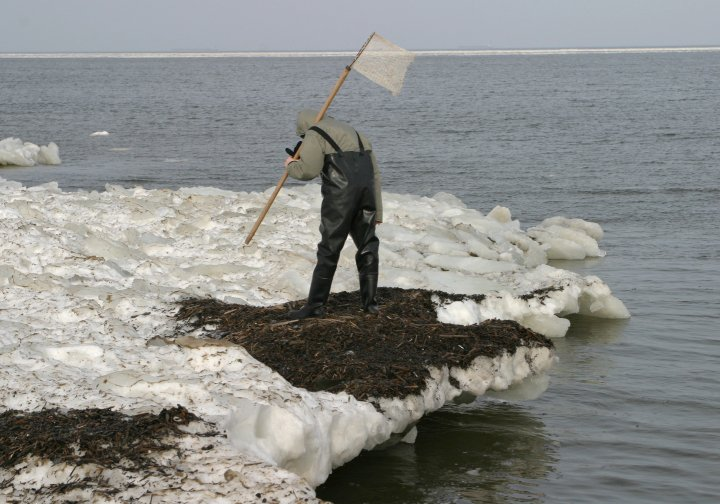
Poławiacz bursztynu, Mikoszewo, Mierzeja Wiślana

Bursztyn bałtycki („bałtyckie złoto”) – odmiana bursztynu, będąca sukcynitem powstałym w eocenie, występująca w rejonie Bałtyku. Jak wszystkie bursztyny jest naturalną substancją organiczną, żywicą kopalną.
Żywica wydostawała się ze zranień, pęknięć pni i gałęzi drzew, tworząc nacieki, określane mianem sopli lub kropli. Żywica gromadziła się również bezpośrednio pod korą lub wewnątrz pnia, tworząc formy podkorowe. Mówi się o dwóch przyczynach intensywnego żywicowania: po pierwsze, drzewa broniły się, osłaniając zranienia, blokując dostęp wirusom i grzybom pasożytniczym. Po drugie, mogła być to reakcja drzew na zachodzące zmiany klimatu, znaczne wahania temperatury i wyjątkową aktywność wulkaniczną. Żywica przetrwała do naszych czasów w formach dokumentujących sposób jej powstawania i przemieszczania.

## Drzewo macierzyste bursztynu bałtyckiego
Gatunek drzewa, którego żywica zrodziła bursztyn bałtycki, nie jest jednoznacznie ustalony. Najczęściej w literaturze wskazywany jest Pinus succinifera (tj. „drzewo bursztynodajne”. rodzina sosnowatych). Nowsze badania wskazują jednak na Pseudolarix wehri z rodzaju modrzewników lub na drzewa z rodziny sośnicowatych (Sciadopityaceae). Prowadzone od wieków badania dowodzą, że bursztyn bałtycki jest żywicą drzew iglastych, ale gatunek drzew macierzystego pozostaje tajemnicą, nie można wykluczyć także cedru i araukarii. Około 49 mln. lat temu lasy bursztynonośne porastały lądy otaczające pre_Morze Północne, które wkroczyło w późnym eocenie na obszar Europy Środkowo-Wschodniej, a wycofało się w późnym oligocenie. Na podstawie inkluzji roślin znalezionych w bursztynie rekonstruuje się las eoceński.  

## Właściwości
- Chemizm: jako surowiec jest bardzo niejednorodny pod względem składu elementarnego. Składa się on z węgla (61–81%), wodoru (8,5–11%), tlenu (ok. 15%). Siarka, jako składnik wtórny, może występować w ilości do kilku procent. Bursztyn zawiera także inne pierwiastki i minerały;
- twardość w skali Mohsa: 2-3; mikrotwardość kształtuje się od 19,9 do 29 kg/mm²;
- barwa – żółtawa o różnych odcieniach, bywa mlecznobiały, brunatny, czerwonawy, także niebieskawy lub zielonawy (bardzo rzadko); jest przezroczysty, przeświecający lub mętny – zależy od ilości zawartych w nim pęcherzyków powietrza;
- współczynnik załamania światła: 1,539–1,542;
- połysk – woskowy;
- gęstość – 0,96–1,096 g/cm³; jest lekki, jego gęstość jest porównywalna z gęstością wody morskiej;
- bursztyn bałtycki jako jedyny wśród żywic kopalnych zawiera dużo (3–8%) kwasu bursztynowego, najwięcej w korze – warstwie zewnętrznej; wyjątek stanowi bardzo rzadko znajdowany w okolicach Gdańska gedanit;
- w dotyku jest ciepły;
- ogrzany w dłoni przyjemnie pachnie;
- przy potarciu ładuje się ujemnie;
- pali się jasnym płomieniem, wydzielając zapach podobny do kadzidła;
- łatwo poddaje się obróbce mechanicznej;
- gwałtownie podgrzany pęka;
- temperatura mięknienia ok. 150 °C;
- temperatura topnienia ok. 350 °C;
- poddaje się barwieniu przy pomocy substancji organicznych, a także syntetycznych;
- można go poddawać termicznemu procesowi klarowania, barwienia, kształtowania i prasowania.

Właściwością bursztynu jest trudność jego identyfikacji. Najlepszym sprawdzianem jest spektroskopia absorpcyjna w podczerwieni (IRS). Wyznacznikiem diagnostycznym jest charakterystyczny i wyraźny odcinek krzywej, zwany ramieniem bałtyckim, który tworzy się w przedziale pasm 1200–1260 cm−1.

## Występowanie
Występuje głównie wzdłuż południowych wybrzeży Morza Bałtyckiego: w Danii, Niemczech, Polsce, na półwyspie Sambia w Rosji (największa na świecie kopalnia bursztynu), na Litwie – okolice Kłajpedy i Łotwie oraz rzadziej w Szwecji, a także na Ukrainie na Polesiu Wołyńskim (kopalnia w okolicach Klesowa), w okolicach Bitterfeld-Wolfen w Niemczech. Na terenie Polski bursztyn występuje także w nagromadzeniach plejstoceńskich i holoceńskich na obszarach polodowcowych w strefie nadmorskiej.
Miejsca występowania:
W Polsce bursztyn bałtycki występuje w złożach:
- w okolicach Zatoki Gdańskiej, Mierzei Wiślanej, u nasady Mierzei Helskiej;
- w osadach polodowcowych, w tym w tzw. porwakach (np. dawna kopalnia bursztynu w Możdżanowie koło Słupska);
- w okolicach Lubartowa;
- na Kurpiach.

## Znaczenie
- Niekiedy zawiera bardzo cenne z punktu widzenia naukowego i wyjątkowo atrakcyjne dla kolekcjonerów inkluzje, często doskonale zachowanych organizmów zwierzęcych i roślinnych[3]. Gdańsk był od czasów nowożytnych ważnym ośrodkiem kolekcjonerskim, od 2 poł XVII w. powstawały gabinety osobliwości o charakterze naukowym: Johanna Heveliusa, Christopha Gottwalda, Jacoba Breynego, a w latach 20-30 XVIII w. Jacoba Theodora Kleina. Gdańscy kolekcjonerzy byli pionierami badań nad bursztynem, gromadzili i opisywali okazy skamieniałej przed milionami lat żywicy, zwanej bursztynem bałtyckim. Gdańskie kolekcje bursztynów Gottwaldów i Breynów stały się zalążkiem wielkich zbiorów rosyjskich Piotra I oraz Katarzyny II, a Museum Kleinianum - zbiorów saksońskich w Dreźnie i frankońskich w Bayreuth[4].
- Bursztyn bałtycki od najdawniejszych czasów był używany jako kamień ozdobny i leczniczy. Ozdoby i amulety wyrabiano z niego już w paleolicie, na ten okres datowane jest stanowisko archeologiczne we wsi Niedźwiedziówka w powiecie nowodworskim.
- Handlowano nim w całej starożytnej Europie.
- Niezwykłym powodzeniem cieszył się w Cesarstwie Rzymskim, a także w całym basenie Morza Śródziemnego. Wyprawy po niego były organizowane od V w. p.n.e. i wiodły tzw. szlakiem bursztynowym od Adriatyku do wybrzeży Morza Bałtyckiego.
- Najbardziej znanym dziełem jest Bursztynowa Komnata, która zaginęła podczas II wojny światowej.
- Jest wykorzystywany w przemyśle kosmetycznym, farmaceutycznym, medycynie i przemyśle jubilerskim.
- Największa znana bryła ważąca 9,75 kg została znaleziona w 1860 r. w okolicach Kamienia Pomorskiego. Obecnie okaz ten znajduje się w Muzeum Przyrodniczym Uniwersytetu im. Humboldtów w Berlinie.
- Najciekawsze polskie kolekcje można oglądać w Muzeum Ziemi PAN w Warszawie[5], Muzeum Zamkowym w Malborku[6], Muzeum Bursztynu w Gdańsku[7], Muzeum Bursztynowa Komnata w Stegnie[8], Muzeum Inkluzji w Bursztynie w Gdyni[9].
- Ciągle należy do wysoko cenionych kamieni ozdobnych. Wykonuje się z niego przedmioty użytkowe i ozdobne oraz biżuterię, często o dużej wartości artystycznej.
- Nazewnictwo i określenia kamieni jubilerskich z bursztynu bałtyckiego (sukcynitu) według Międzynarodowego Stowarzyszenia Bursztynników[10]:
  - bursztyn bałtycki (sukcynit) naturalny – kamień poddany jedynie obróbce mechanicznej (na przykład szlifowanie, cięcie, toczenie, polerowanie) bez jakichkolwiek zmian naturalnych właściwości;
  - bursztyn bałtycki (sukcynit) modyfikowany – kamień poddany obróbce termicznej lub ciśnieniowej, powodującej zmianę właściwości fizycznych, między innymi stopnia przezroczystości i barwy, lub w podobnych warunkach kształtowany z jednej bryłki, wcześniej przyciętej do zamierzonych rozmiarów;
  - bursztyn bałtycki (sukcynit) rekonstruowany (prasowany) – kamień otrzymany z kawałków bursztynu bałtyckiego sprasowanego pod wpływem podwyższonej temperatury i wysokiego ciśnienia bez dodatkowych składników;
  - bursztyn bałtycki (sukcynit) łączony – kamień składający się z dwu lub więcej części naturalnego, modyfikowanego lub rekonstruowanego bursztynu bałtyckiego, sklejonych z użyciem jak najmniejszej ilości bezbarwnego spoiwa.